# 주하르 마히루딘

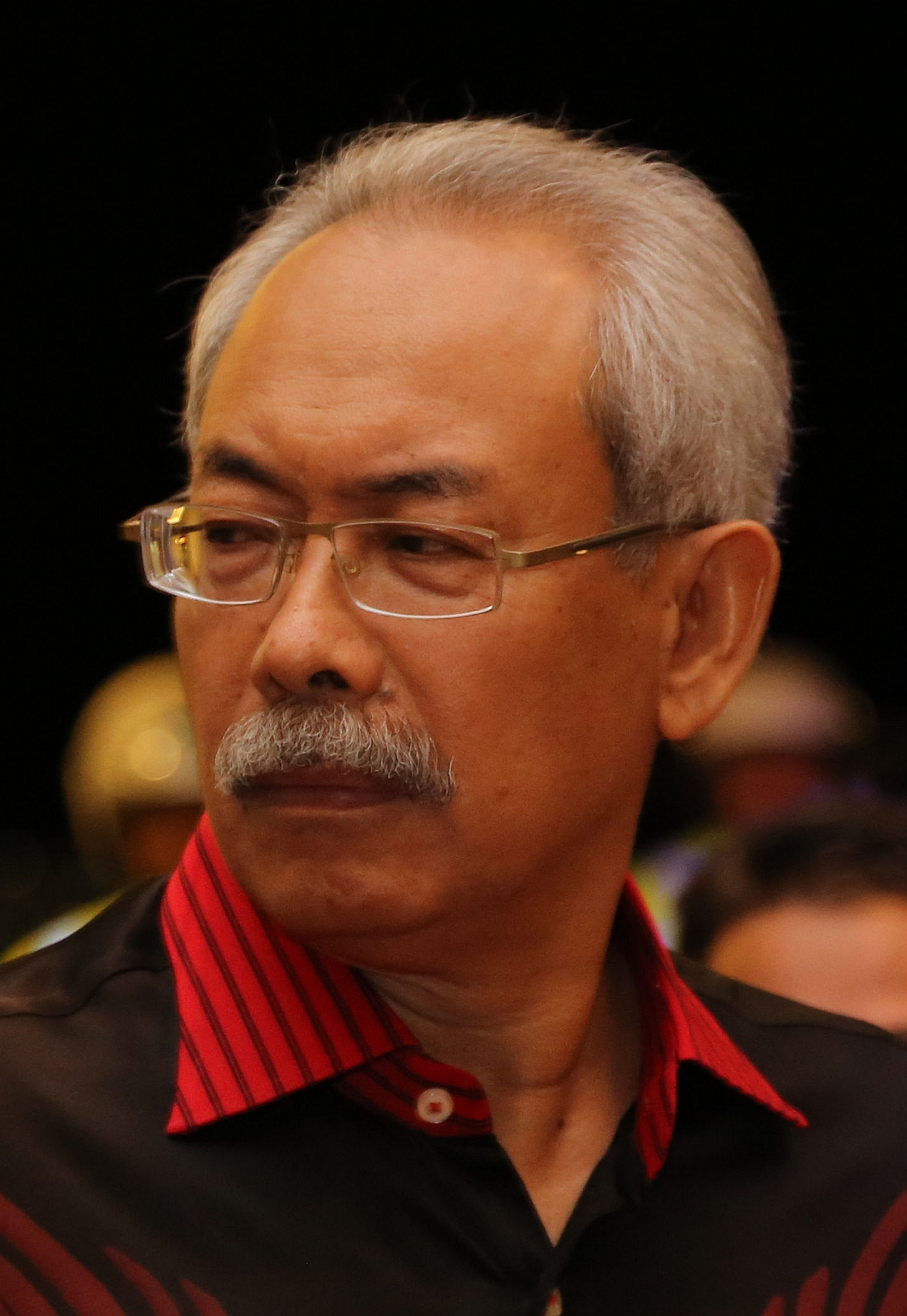

주하르 마히루딘(말레이어: Juhar Mahiruddin)은 말레이시아의 정치인으로, 2011년부터 현재까지 사바의 주지사로 재직하고 있다. 그는 통일말레이국민조직(UMNO) 사바주당의 창립자이자, 사바대학교(UMS)의 총장이기도 하다.